# Melitaea seitzi
Melitaea seitzi är en fjärilsart som beskrevs av Matsumura 1929. Melitaea seitzi ingår i släktet Melitaea och familjen praktfjärilar. Inga underarter finns listade i Catalogue of Life.